# گچیت‌باشی (بتلیس)
گچیت‌باشی (به ترکی استانبولی: Geçitbaşı) یک منطقهٔ مسکونی در ترکیه است که در بیتلیس واقع شده‌است. گچیت‌باشی ۱۱۶ نفر جمعیت دارد.